# KV Brucom Sportief
Koninklijke Voetbalclub Brucom Sportief was een Belgische voetbalclub uit Sint-Pieters-Leeuw. De club was aangesloten bij de KBVB met stamnummer 1081 en had groen-geel als kleuren. De club speelde in zijn geschiedenis vooral in de laagste provinciale reeksen. In Mei 2020 fuseerde deze club met het naburige SK Leeuw tot Leeuw-Brucom.

## Geschiedenis
Voetbalclub Brucom Sportief bestond al in 1916. Toen werd er op 27 februari en op 5 maart een Groot Liefdadigheidstornooi georganiseerd ten voordele van de krijgsgevangenen in Duitsland. Arthur De Ro was erevoorzitter, Jean Van Keerberghen voorzitter en V. Decoster schrijver. Tot de eerste spelers behoorden Louis Verleyen, vader van dom Wilfried, en Alfons Severs, van de hoeve Bert in de huidige Europalaan. Toen men de club Brucom Sportif wilde noemen, protesteerde Alfons die aan het kleinseminarie te Mechelen gestudeerd had, en men opteerde voor een Vlaamse benaming. Met succes werd er steun gevraagd op het kasteel van de gravin.
Op 1 februari 1927 sloot de club met nr. 1081 aan bij de Koninklijke Belgische Voetbalbond en ging ze effectief in competitie spelen. FC Zuun volgde in 1929 met nr. 1434. De statuten werden ondertekend door voorzitter Alfons Severs en secretaris Jean Dinck namens Brucom Sport en door burgemeester Huysmans en gemeentesecretaris Adolf Neetens namens het gemeentebestuur. De clubkleuren, geel en groen, kwamen enigszins toevallig tot stand: het waren de kleuren van Buizingen dat in 1925 stopte en zijn uitrusting tweedehands ter beschikking stelde.
In 1927-1928 betwistte Brucom Sportief een vertroostingtornooi tussen zeven ploegen. Vanaf het seizoen 1928-1929 tot 1931-1932 speelde men in 3e provinciale en van 1932-1933 tot 1938-1839 in 2de . Tijdens de tweede wereldoorlog was de club, zoals vele lokale ploegen, door spelerstekort niet actief. Heropstarten, na de oorlog, bleek een financieel probleem. Uiteindelijk kon het pas in 1946-1947 door de transfer van Jozef Walraevens (van Het Hof ten Reken) naar Union Sint-Gillis voor de som van 150.000 fr.
Tot de bekendste spelers in die eerste periode moeten ook de latere burgemeester Jean Dekempeneer gerekend worden en de in de oorlog betreurde René Ballé. Vanuit sportief oogpunt moeten naast de reeds genoemde Jozef Walraevens, vooral Pierre Vanzeebroeck en Raymond Stiens vermeld worden als de grootste talenten die in de club ooit opgroeiden. Vanzeebroeck speelde met de reserven van RSC Anderlecht en loodste als speler-trainer, in de herfst van zijn loopbaan, Brucom nog naar de titel in 1968.
Raymond Stiens was de smaakmaker van het elftal dat in 1973 tweede werd in 2de provinciale, het beste resultaat dat de ploeg ooit haalde. Deze spits leverde met Lembeek zelfs de prestatie topschutter van eerste provinciale te worden met 29 doelpunten (in 30 wedstrijden) in het jaar dat de ploeg zelf degradeerde.
Uiteindelijk zou Brucom tot zesmaal toe gedwongen zijn te verhuizen alvorens in 1956 zijn huidige thuishaven te vinden in de Pijnbroekstraat. Het eerste terrein aan de Halleweg lag te ver buiten het centrum van het gehucht. Later stelde pachter De Ro van het huidige Hof te Brukom een terrein beschikbaar achter de hoeve Hof Sint-Elooi van Suenens met ingang langs de huidige Europalaan. Met zeer beperkte middelen slaagden de spelers erin de weide in een minimum van tijd speelklaar te maken. Toen in 1927 een terrein met de vereiste afmetingen nodig werd, verhuisde men naar een andere weide van De Ro, links van zijn hoeve, met toegang langs de steenweg. Het lokaal in De Gouden Leeuw van Guillaume Roobaert, eveneens aan de steenweg gelegen in de naburige bocht. Vanaf 1938 speelde men op de weide van landbouwer Frans Suenens naast het voornoemd lokaal. Na de oorlog moest het speelveld wel opnieuw aangelegd worden. Het bleef echter nogal drassig zodat heel wat wedstrijden uitgesteld dienden te worden. Op verzoek van de K.B.V.B. verhuisde men in 1956 naar drogere gronden links van de Pijnbroekstraat. Door tegenstrevers werd dit terrein, dat parallel liep met de straat, vaak het Hellend Vlak van Brucom genoemd. Intussen was ook het clublokaal verhuisd en wel naar de herberg van Vanzeebroeck aan de steenweg.
Op 31 oktober 1969 kocht het gemeentebestuur 1 ha. 16a. 18ca. grond van de familie Millair. Door de firma Pierre Van Cauwelaert werd er in 1970 een nieuwe terrein aangelegd, loodrecht op de Pijnbroekstraat. In 1970 werd er ook een tribune geplaatst, wat later gevolgd door kunstlicht. Dankzij de onderlinge samenwerking tussen het gemeentebestuur, landbouwer en latere schepen George Suenens en het bestuur van Brucom Sportief kon in 1975 een tweede terrein achter het reeds bestaande aangelegd worden.
In 1950, 1960 en 1968 won de club zijn reeks in derde provinciale. In het seizoen 2012-2013 speelde Brucom kampioen in vierde provinciale en sinds het seizoen 2013-2014 kwamen ze opnieuw uit in derde provinciale, waar ze na twee seizoenen terug degradeerden naar vierde provinciale.
In Mei 2020 raakte bekend dat de club een fusie aanging met SK Leeuw. Deze fusieclub genaamd Leeuw-Brucom speelt verder onder het stamnummer 9246 van SK Leeuw. Het stamnummer 1081 verdween hierdoor voorgoed.

## Bekende spelers
- Jean Dekempeneer